# Xicohténcatl (nombre)
Xicoténcatl es un nombre personal masculino de origen náhuatl cuyo significado es "el que habita en la orilla de jicotera". Su forma reverencial es Xicotencatzin. La palabra Xicoténcatl también es usada como apellido.
Sobre su pronunciación, el Diccionario del náhuatl en el español de México dice lo siguiente:

La grafía "x" en náhuatl se pronuncia como un "J" inglesa o como una "G" FUERTE.

Cd. Xicoténcatl es la cabecera del municipio con el mismo nombre localizado en el centro sur del Estado de Tamaulipas, México.

## Personajes célebres
- Huehue Xicohténcatl,  orador y poeta, padre de Xicoténcatl Axayacatzin y María Luisa Tecuelhuatzin, mujer de Pedro de Alvarado.
- Xicoténcatl Axayacatzin, caudillo tlaxcalteca que luchó contra Hernán Cortés.
- Felipe Santiago Xicoténcatl Corona, militar mexicano que combatió a la intervención estadounidense en 1847.
- Xicoténcatl Leyva Mortera, político mexicano.
- Xicoténcatl Leyva Alemán, político mexicano.